# بول كيرتز
بول كيرتز (بالإنجليزية: Paul Kurtz)‏ هو كاتب وفيلسوف أمريكي، ولد في 21 ديسمبر 1925 في نيوآرك في الولايات المتحدة، وتوفي في 20 أكتوبر 2012 في أمهيرست (نيويورك) في الولايات المتحدة.

## وصلات خارجية
- الموقع الرسمي
- بول كيرتز على موقع إن إن دي بي (الإنجليزية)